# العلاقات الجنوب سودانية الفرنسية
العلاقات الجنوب سودانية الفرنسية هي العلاقات الثنائية التي تجمع بين جنوب السودان وفرنسا.

## مقارنة بين البلدين
هذه مقارنة عامة ومرجعية للدولتين:
| وجه المقارنة                                              | جنوب السودان                  | فرنسا                                                    |
| --------------------------------------------------------- | ----------------------------- | -------------------------------------------------------- |
| المساحة (كم2)                                             | 619.75 ألف                    | 643.80 ألف                                               |
| عدد السكان (نسمة)                                         | 12.58 مليون                   | 67.12 مليون                                              |
| الكثافة السكانية (ن./كم²)                                 | 20.3                          | 104.26                                                   |
| العاصمة                                                   | جوبا                          | باريس                                                    |
| اللغة الرسمية                                             | لغة إنجليزية                  | لغة فرنسية                                               |
| العملة                                                    | جنيه جنوب سوداني، جنيه سوداني | يورو، فرنك س ف ب، فرنك فرنسي، Livre tournois ‏            |
| الناتج المحلي الإجمالي (بليون دولار)                      | 2.90 مليار                    | 2.58 تريليون                                             |
| الناتج المحلي الإجمالي (تعادل القوة الشرائية) بليون دولار | 22.88 مليار                   | 2.87 تريليون                                             |
| الناتج المحلي الإجمالي الاسمي للفرد دولار أمريكي          | 73                            | 36.20 ألف                                                |
| الناتج المحلي الإجمالي للفرد دولار أمريكي                 | 2.02 ألف                      | 39.33 ألف                                                |
| مؤشر التنمية البشرية                                      | 0.467                         | 0.888                                                    |
| رمز المكالمات الدولي                                      | +211                          | +33                                                      |
| رمز الإنترنت                                              | .ss                           | .fr، .bzh ‏، .tf، .re، .wf، .yt، .pm، .paris              |
| المنطقة الزمنية                                           | ت ع م+03:00                   | أوروبا/باريس ‏، توقيت وسط أوروبا، توقيت وسط أوروبا الصيفي |

## منظمات دولية مشتركة
يشترك البلدان في عضوية مجموعة من المنظمات الدولية، منها:
| علم المنظمة | اسم المنظمة                               | تاريخ انضمام جنوب السودان | تاريخ انضمام فرنسا |
| ----------- | ----------------------------------------- | ------------------------- | ------------------ |
|             | مؤسسة التنمية الدولية                     | 18 أبريل 2012             | 30 ديسمبر 1960     |
|             | يونسكو                                    | 27 أكتوبر 2011            | 4 نوفمبر 1946      |
|             | وكالة ضمان الاستثمار متعدد الأطراف        | 18 أبريل 2012             | 28 ديسمبر 1989     |
|             | الأمم المتحدة                             | 14 يوليو 2011             | 24 أكتوبر 1945     |
|             | الاتحاد البريدي العالمي                   | ?                         | ?                  |
|             | البنك الدولي للإنشاء والتعمير             | 18 أبريل 2012             | 27 ديسمبر 1945     |
|             | الاتحاد الدولي للاتصالات                  | 3 أكتوبر 2011             | 1866               |
|             | مؤسسة التمويل الدولية                     | 18 أبريل 2012             | 20 يوليو 1956      |
|             | المركز الدولي لتسوية المنازعات الاستشارية | 18 مايو 2012              | 20 سبتمبر 1967     |
|             | منظمة الشرطة الجنائية الدولية             | ?                         | ?                  |
|             | البنك الإفريقي للتنمية                    | ?                         | ?                  |

## وصلات خارجية
- موقع وزارة الخارجية الجنوب سودانية
- موقع وزارة الخارجية الفرنسية